# Maigret en het dode meisje
Maigret en het dode meisje (Frans:Maigret et la jeune morte) is een misdaadroman uit de Maigret-reeks van Georges Simenon, uitgebracht bij Les Presses de la Cité in 1954.
Maigret et la jeune morte is herhaaldelijk verfilmd, onder meer door Patrice Leconte in 2022, onder de eenvoudige titel Maigret, met Gérard Depardieu in de rol van de commissaris.

## Samenvatting
In Parijs wordt het lichaam van een meisje gevonden, gekleed in een gehuurde avondjurk. Commissaris Maigret weet haar identiteit te achterhalen: het gaat om Louise Laboine uit Nice. Een paar jaar geleden is ze samen met Jeanine Armenieu naar de Franse hoofdstad gekomen om haar geluk te beproeven. Maar terwijl Jeanine opklimt in de beau monde, raakt Louise steeds verder in de misère. 

## Nederlandse vertaling
- Maigret et la jeune morte is door Rokus Hofstede vertaald als Maigret en het dode meisje[1] bij De Bezige Bij, 2016. Een eerdere vertaling, van de hand van Halbo C. Kool, verscheen onder de titel Maigret en de blauwe avondjapon bij Bruna, Zwarte Beertjesreeks, 1960.